# Нуоралдима
Нуоралди́ма (также Нуоралдьыма, Нуоралджыма, в верховьях — Бас-Юрях) — река в Горном улусе Якутии (Россия), левый приток реки Синей. Длина реки составляет 152 км, площадь водосборного бассейна — 2230 км². 

## Общая информация
Река берёт начало под названием Бас-Юрях на Приленском плато в восточной части Среднесибирского плоскогорья на высоте более 300 м над уровнем моря. В верховьях пересыхает. Течёт от истока на юго-восток, затем поворачивает на юг, меняя название на Нуоралдима. Протекает в основном по лиственничной холмистой тайге. В среднем и нижнем течении меандрирует, в долине реки встречаются пойменные небольшие озёра. Впадает в Синюю в 282 км от её устья по левому берегу, выше впадения в Синюю Чыны, на высоте 177 м над уровнем моря. Ширина в нижнем течении не превышает 20 м, глубина незначительна. 

## Основные притоки
Указаны поименованные притоки длиной 20 км и более
| Название  | Расстояние от устья | Длина | Положение |
| --------- | ------------------- | ----- | --------- |
| Тигеччи   | 103                 | 22    | правый    |
| Сылгысыт  | 104                 | 28    | левый     |
| Сиегеннях | 110                 | 23    | правый    |

## Данные водного реестра
По данным государственного водного реестра России и геоинформационной системы водохозяйственного районирования территории РФ, подготовленной Федеральным агентством водных ресурсов:
- Бассейновый округ — Ленский
- Речной бассейн — Лена
- Речной подбассейн — Лена между впадением Олёкмы и Алдана
- Водохозяйственный участок — Лена от устья Олёкмы до водомерного поста Покровска.
- Код водного объекта — 18030500112117200034027